# نادي خدمات جباليا
نادي خدمات جباليا الرياضي هو نادي رياضي فلسطيني في مدينة جباليا في قطاع غزة، أسس عام 1951. فاز ببطولة دوري الدرجة الثانية لكرة القدم لعام 2021، ليتمكن بذلك من العودة إلى دوري الدرجة الأولى بعد غياب دام أربع سنوات.

## روابط خارجية
- صفحة النادي على موقع فيسبوك